# Guila Flint
Guila Flint (São Paulo, 23 de outubro de 1954 – 26 de março de 2017) foi uma jornalista brasileira. 
Expatriada em 1969 pela ditadura militar, aos 14 anos, Guila morou em Israel, onde cobria assuntos relacionados ao Oriente Médio, em especial o conflito israelense-palestino.

## Vida pessoal e carreira
Nascida na cidade de São Paulo, em 1954, Guila era filha de refugiados do nazismo, originários da Polônia, fugindo do regime de Adolf Hitler. Quando adolescente participou de protestos e assembleias contra a ditadura e seus pais, temendo a repressão do governo, a colocaram em um navio rumo ao Oriente Médio. Aos 14 anos e sozinha, mudou-se para um kibutz, em Israel, fixando-se posteriormente em Tel Aviv. De 1970 a 1972 frequentou a Tichon Hadash High School, em Tel Aviv. Foi tradutora português-hebraico, tendo cursado jornalismo na Universidade de Tel Aviv, carreira na qual se destacou, formando-se em 1975. Guila só conseguiria voltar ao Brasil em 1979.
Foi jornalista freelancer de vários meios de comunicação brasileiros, como O Estado de S. Paulo, Jornal da Tarde, CartaCapital, GloboNews, BBC Brasil, Portal Terra e Opera Mundi. Autora de diversos livros abordando o conflito israelense-palestino, foi correspondente internacional no Oriente Médio a partir de 1995, até mudar-se novamente para São Paulo.

## Morte
No final de 2016, foi diagnosticada com câncer e veio a falecer na noite de domingo de 26 de março de 2017, na capital paulista, aos 62 anos . Ela foi sepultada no Cemitério Israelita do Butantã, zona oeste da capital, junto da mãe, Rachela Flint, falecida em 2014.

## Obras
- Miragem de Paz: Israel e Palestina - Processos e Retrocessos
- Israel Terra em Transe - Democracia ou Teocracia? (com Bila Grin Sorj)